# Челябінські башкири
Челябінські башкири — башкири, що проживають на території Челябінської області. Є одним з автохтонних народів регіону.

## Загальна характеристика
Башкири Челябінської області належать до етнічної групи Зауральські башкири. Основу їх формування становлять племена північно-східної етнографічної групи башкирів:
- катайского родо-племінного об'єднання: бикатин, калмак, катай, сальют, синрян і терсяк;
- табинського родоплемінного об'єднання: кувакан, сирзи і табин;
- айлинського родоплемінного об'єднання: айле і сизги.

Їх розмовна мова належить до східного (куваканського) діалекту башкирського мови. Підрозділяється на кілька говірок: аргаяшську, айську, міаську, сальзигутську і кизильську.
Більшість чоловіків і частина жінок належать до південносибірського антропологічного типу, основна частина жінок — до субуральського, частина чоловіків — до європеоїдного типу південного походження.
За віросповіданням челябінські башкири належать до мусульман-сунітів.

## Історія
У II тисячолітті нашої ери зауральські башкири були розселені на східній території Історичного Башкортостану від річок Ісеть, Пишма (місцями від річки Тура) на півночі до річки Уй на півдні (подекуди доходили до її притоки річки Тогузак і верхньої течії Тобола), від річок Тобол і Туру на сході (місцями від річок Ішим і Іртиш) до хребта Уралтау на заході.
З XIII століття територія розселення челябінських башкирів входила до складу Золотої Орди, а з кінця XV століття — Сибірського ханства. Після приєднання Башкортостану до Росії землі зауральських башкирів увійшли до складу Верхотурського, Тобольського і Уфимського повітів. На початку XVIII століття в адміністративному відношенні їх землі були підпорядковані Сибірській губернії, а з 1737 року — Ісетській провінції. До середини XVII століття значна частина челябінських башкирів отримала жалувані грамоти, де були юридично оформлені кордони вотчинних земель.
У XVII—XIX ст. на вотчинних землях челябінських башкирів засновані гірські заводи і фортеці, на яких нині перебувають міста Аша, Верхньоуральск, Верхній Уфалей, Златоуст, Каслі, Катав-Івановськ, Куса, Киштим, Міас, Міньяр, Нязепетровськ, Сатка, Сім, Троїцьк, Усть-Катав, Челябінськ, Чебаркуль, Юрюзань та інші населені пункти.
З введенням кантонної системи управління зауральські башкири увійшли до складу II Башкирського кантону (Єкатеринбурзького і Шадринського повітів Пермської губернії), III Башкирського кантону (Троїцького повіту Оренбурзької губернії) і IV Башкирського кантону (Челябінського повіту Оренбурзької губернії).
До початку 1919 року Башкурдистан складався з 13 кантонів, у тому числі Аргаяшського кантону. Аргаяшський кантон утворений з 18 волостей Єкатеринбурзького, Троїцького, Челябінського і Шадринського повітів. Згідно з Постановою Президії ЦВК і Раднаркому Башкирської АРСР від 20 серпня 1930 року Аргаяшський кантон розформований, а на його місці утворені Аргаяшський і Кунашакський райони. 17 січня 1934 року згідно з рішенням ВЦВКа, Аргаяшський і Кунашакський райони увійшли до складу Челябінської області, з створенням Аргаяшського національного округу ліквідованого восени того ж року.

## Господарство, матеріальна і духовна культура
Серед свят відомі каргатуй, кякук сяйє, майдан, сабантуй та інші.
В усній народній творчості відомі варіанти епосів «Бузъегет», «Кузыйкурпяс менэн Маянхылу», «Таргын менэн Кужак», «Юсуф менэн Зулейха» та інші. Поширені пісні «Аргужа», «Ашкадар», «Кахым-туря», «Тафтиляу», «Уйыл», «Шаура», «Эскадрон», «Заріфа» та ін.

## Культурні і громадські організації
У Челябінській області функціонують кілька башкирських національно-культурних громадських об'єднань, у тому числі:
- Підрозділ Всесвітнього конгресу башкирів — регіональна громадська організація «Курултай башкирів Челябінської області» та його районні та міські підрозділи (штаб-квартира — м. Челябінськ);
- Союз башкирської молоді (м. Челябінськ, з 2006 року);
- Челябінська обласна громадська організація «Башкирська народний центр» (м. Челябінськ, з 1991 року) та ін.

У Челябінській області видаються газети «Аргужа», «Мирас» і «Уралым». З 1989 року в селі Аргаяш діє Аргаяшський башкирський народний театр.